# Alfred Lind
Alfred Lind (27 de marzo de 1879 - 29 de abril de 1959) fue un director, director de fotografía y guionista cinematográfico de nacionalidad danesa, activo en la época del cine mudo. 

## Biografía
Su nombre completo era Sören Estrup Alfred Lind, y nació en Elsinor, Dinamarca. Aunque en sus inicios trabajó como carpintero, decidió dedicarse más adelante al cine. 
Fue director de la compañía danesa Unternehmens Nordisk Film und Fotorama, con base en Aarhus, desde 1910 a 1912. Lind fue un destacado director de los primeros tiempos del cine escandinavo, aunque también trabajó en Alemania e Italia. Tras la llegada del cine sonoro, dejó la dirección para dedicarse a la carpintería. 
Se cree que en 1906 rodó las escenas más antiguas que actualmente se conservan relacionadas con Islandia.
Alfred Lind falleció en 1959 en Copenhague, Dinamarca, a los 80 años de edad. Fue enterrado en el Cementerio Søndermark, en Frederiksberg. Estuvo casado con la actriz Gertrude Auguste Emmy Barras.

## Filmografía (director)
- 1910: Zweierlei Liebe
- 1911: Dæmonen
- 1911: De fire djævle
- 1912: Bjørnetæmmeren
- 1912: Der fliegende Cirkus
- 1912: Dødssejleren
- 1912: Slægten
- 1913: Af en Opdagers Dagbog
- 1913: Den hemmelige traktat
- 1913: His Life for the Cause
- 1913: Krigens Fakkel
- 1913: Turi, der Wanderlappe
- 1914: Amerika – Europa im Luftschiff
- 1914: Negli artigli del Pascià
- 1915: Il jockey della morte
- 1916: Il circo della morte
- 1916: Zirkus Wolfsons letzte Galavorstellung
- 1920: Alkohol
- 1923: La fanciulla dell'aria
- 1928: Tragödie im Zirkus Royal
- 1929: Ragazze non scherzate